# NGC 1540
NGC 1540 هو اصطدام مجري، يقع في كوكبة النهر. اكتشف في 6 نوفمبر 1834 . وقد اكتشفه جون هيرشل .

## روابط خارجية
- NGC 1540 على موقع ويكي سكاي: DSS2, SDSS, GALEX, IRAS, Hydrogen α, X-Ray, Astrophoto, Sky Map, Articles and images